# Janvier 1858

## Événements
- 14 janvier, France : attentat d'Orsini contre Napoléon III et le cortège impérial. Dans la soirée, un patriote italien Felice Orsini, membre du mouvement Jeune Italie qui lui reprochait de trahir la cause de l'unité italienne, lance trois bombes contre le couple impérial qui se rend à l'Opéra par la rue Le Peletier. Bilan : huit morts, 142 blessés (mais l'empereur et sa femme sont indemnes). Les coupables sont arrêtés. Napoléon III continue de soutenir les aspirations italiennes à l’unité.

- 27 janvier : le territoire national est divisé en cinq grandes régions de commandement militaire.
  - Celui de l'Ouest, établi à Tours, confié au maréchal Baragueys d'Hilliers, s'étend sur 21 départements.

## Naissances
- 7 janvier : Eliezer Ben-Yehuda, fondateur de l'Hébreu moderne († 1922).
- 11 janvier : Margaret Nevinson, écrivaine et militante suffragiste britannique († 1932).
- 16 janvier : Henri Gourgouillon, sculpteur français († 1902).
- 17 janvier : Gabriel Koenigs, mathématicien français.
- 24 janvier : Constance Naden, philosophe et poète britannique († 1889).

## Décès
- 8 janvier : Jenny Berger-Désoras, peintre française (° 29 juin 1779).
- 17 janvier : Jean-Joseph Bilfeldt, peintre français (° 29 décembre 1793).
- 28 janvier : Jean-Pierre Willmar, homme politique belge (° 29 novembre 1790).